# یوشیو تسوچییا
یوشیو تسوچییا (به ژاپنی: 土屋 嘉男 Tsuchiya Yoshio) ماتسوموتو یک بازیگر ژاپنی که در ناگویا، استان آیچی، ژاپن به دنیا آمد و از دانشگاه توکیو در سال ۱۹۵۵ فارغ‌التحصیل شد. در فیلم‌های کارگردانانی مانند توشیئو ماتسوموتو، تشییع جنازه گل‌های رز و آکیرا کوروساوا، هفت سامورایی (به عنوان کشاورزی به نام ریکیچی ) و ریش قرمز و کیهاچی اوکاموتو، بکش! و سرخ ظاهر شد.